# Cerambyx miles
Cerambyx miles là một loài bọ cánh cứng trong họ Cerambycidae.

## Hình ảnh

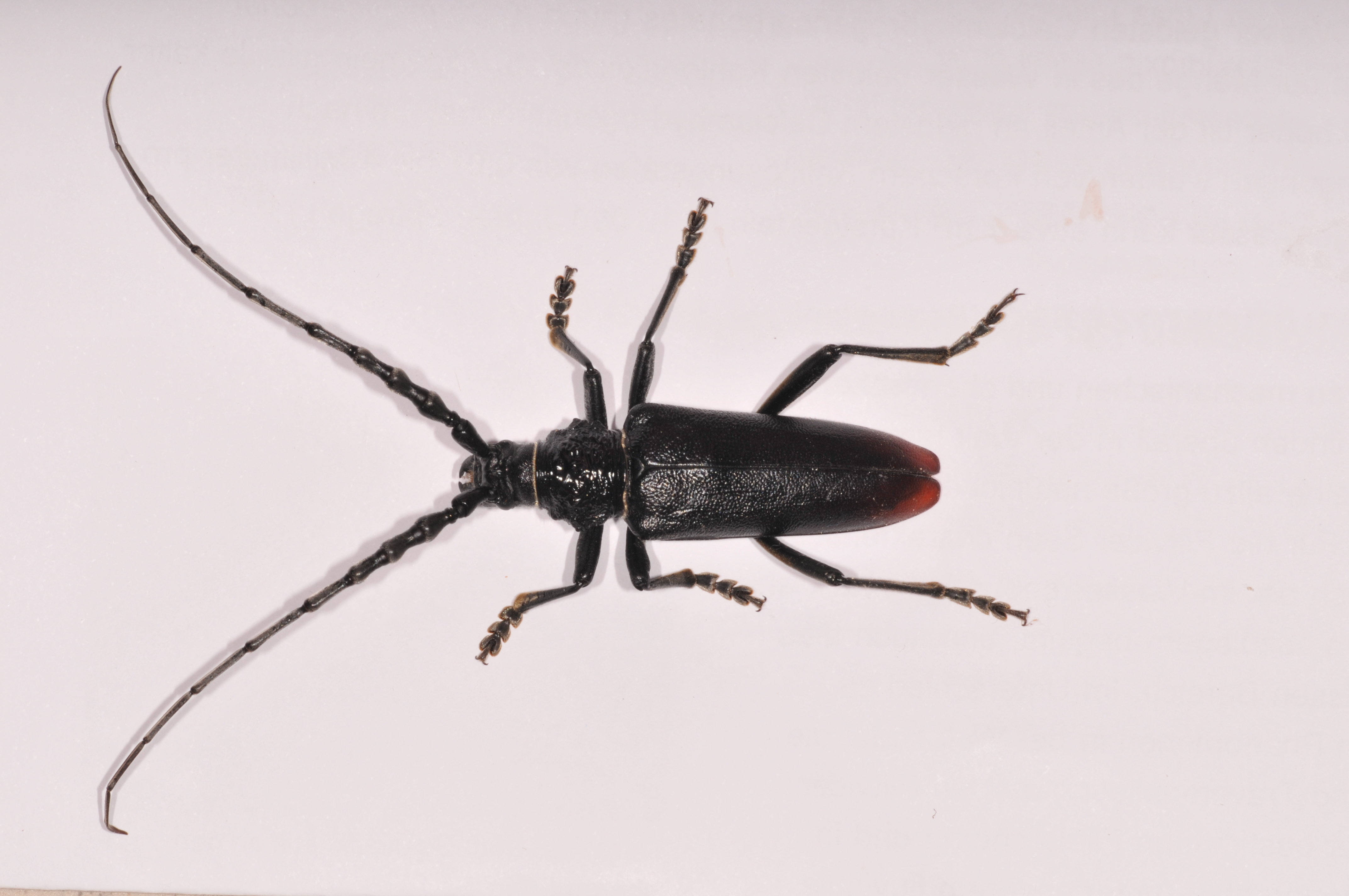
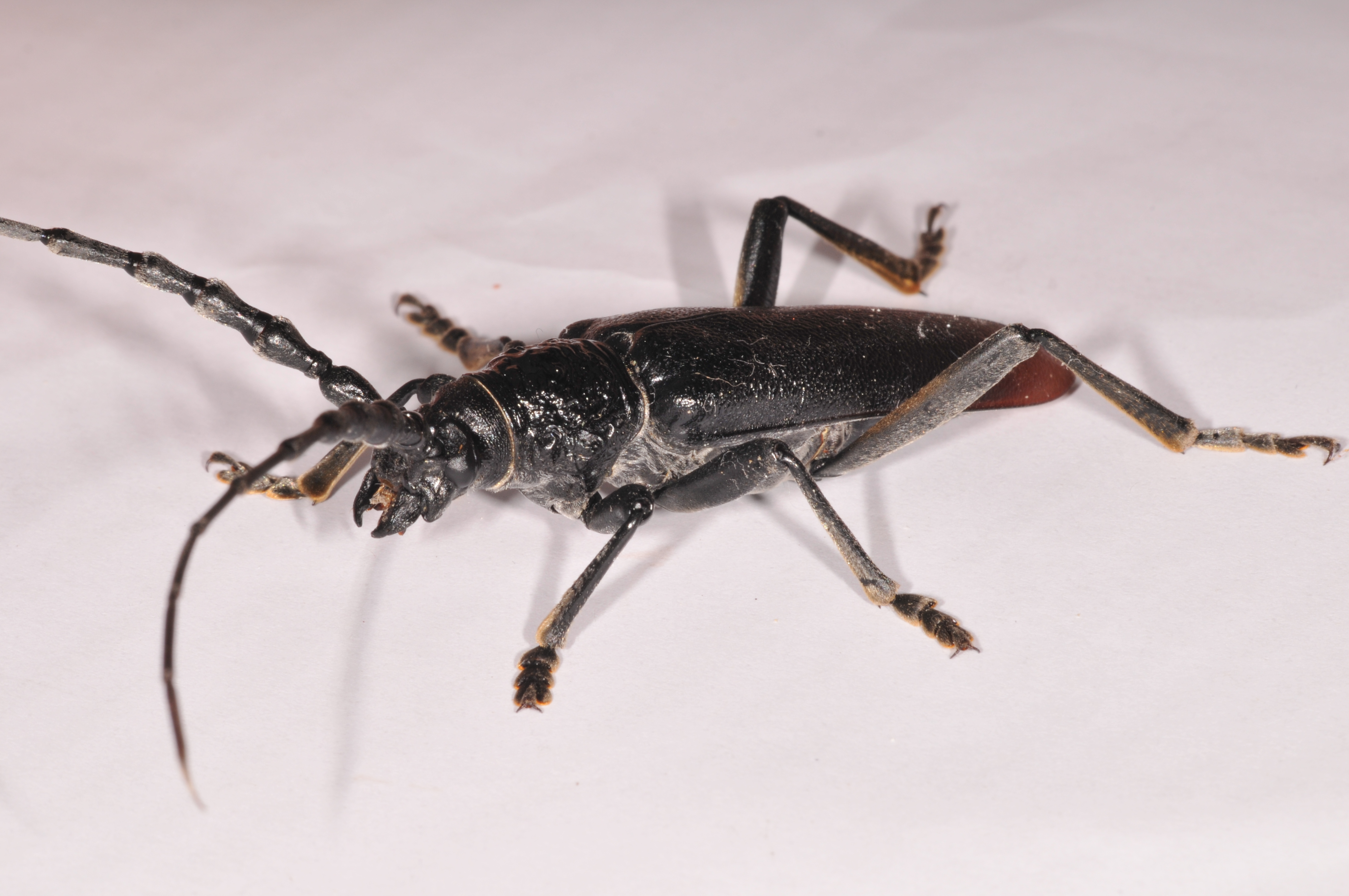
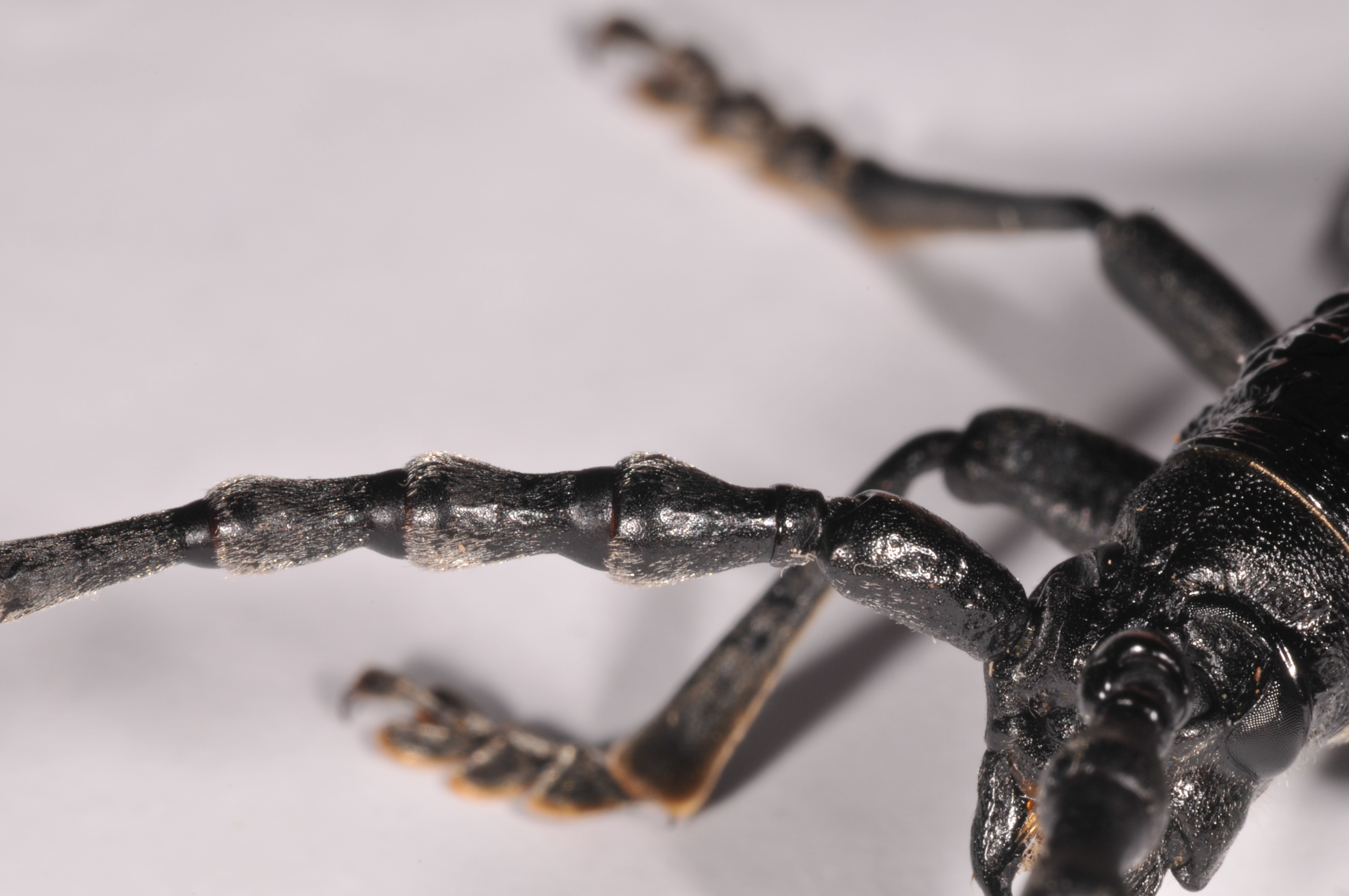
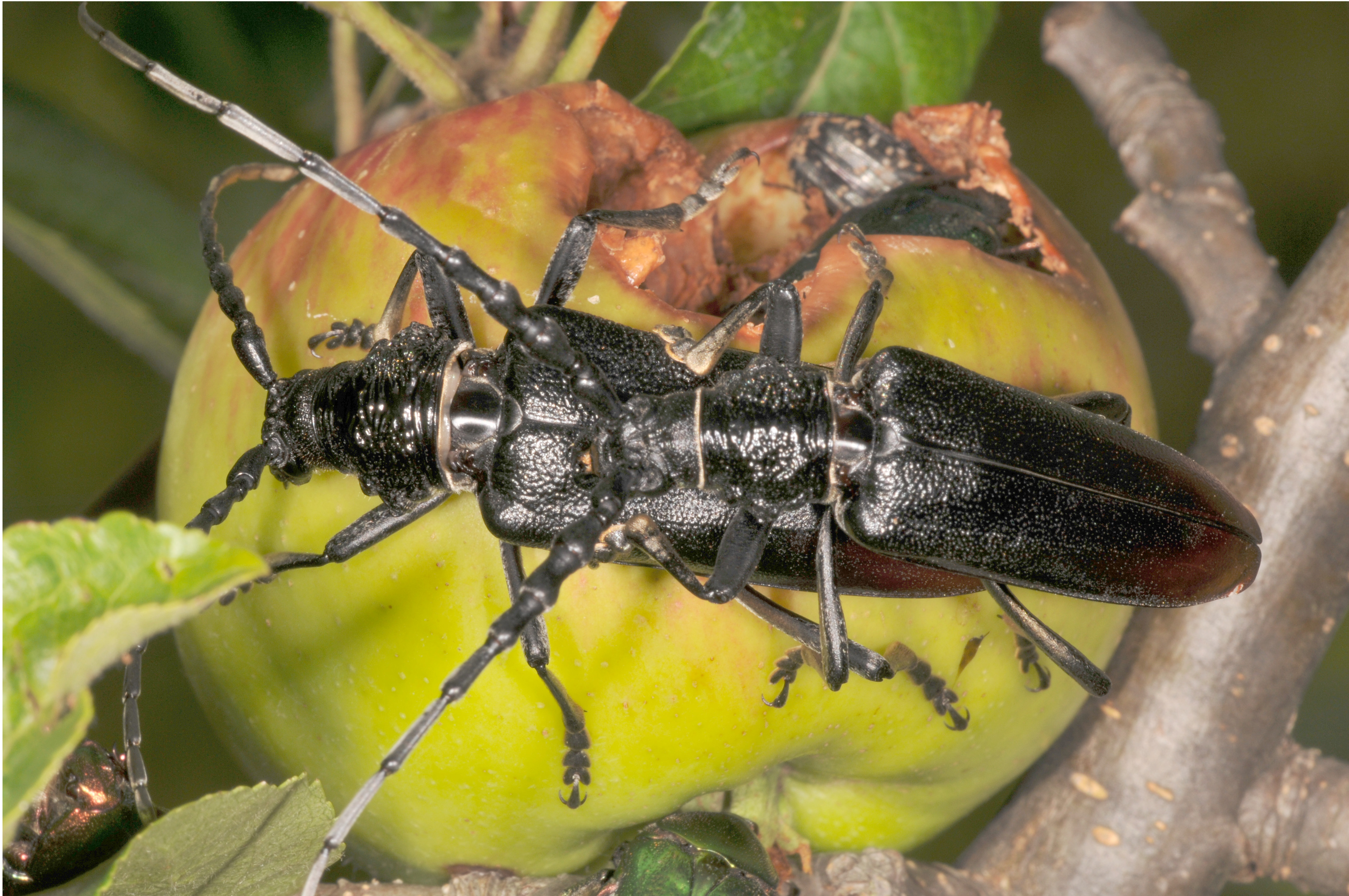